# SDR Sportscars

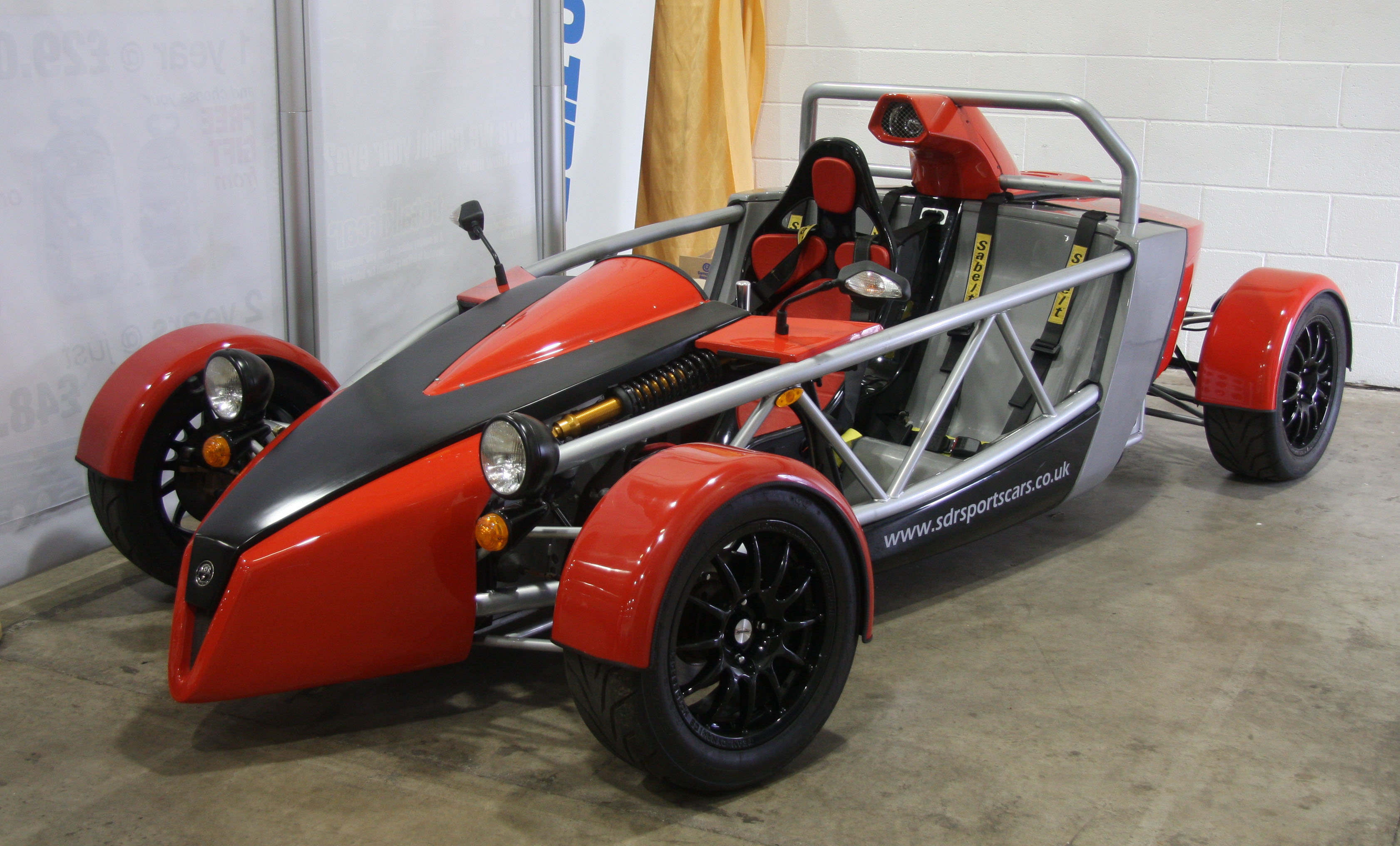
SDR V-Storm

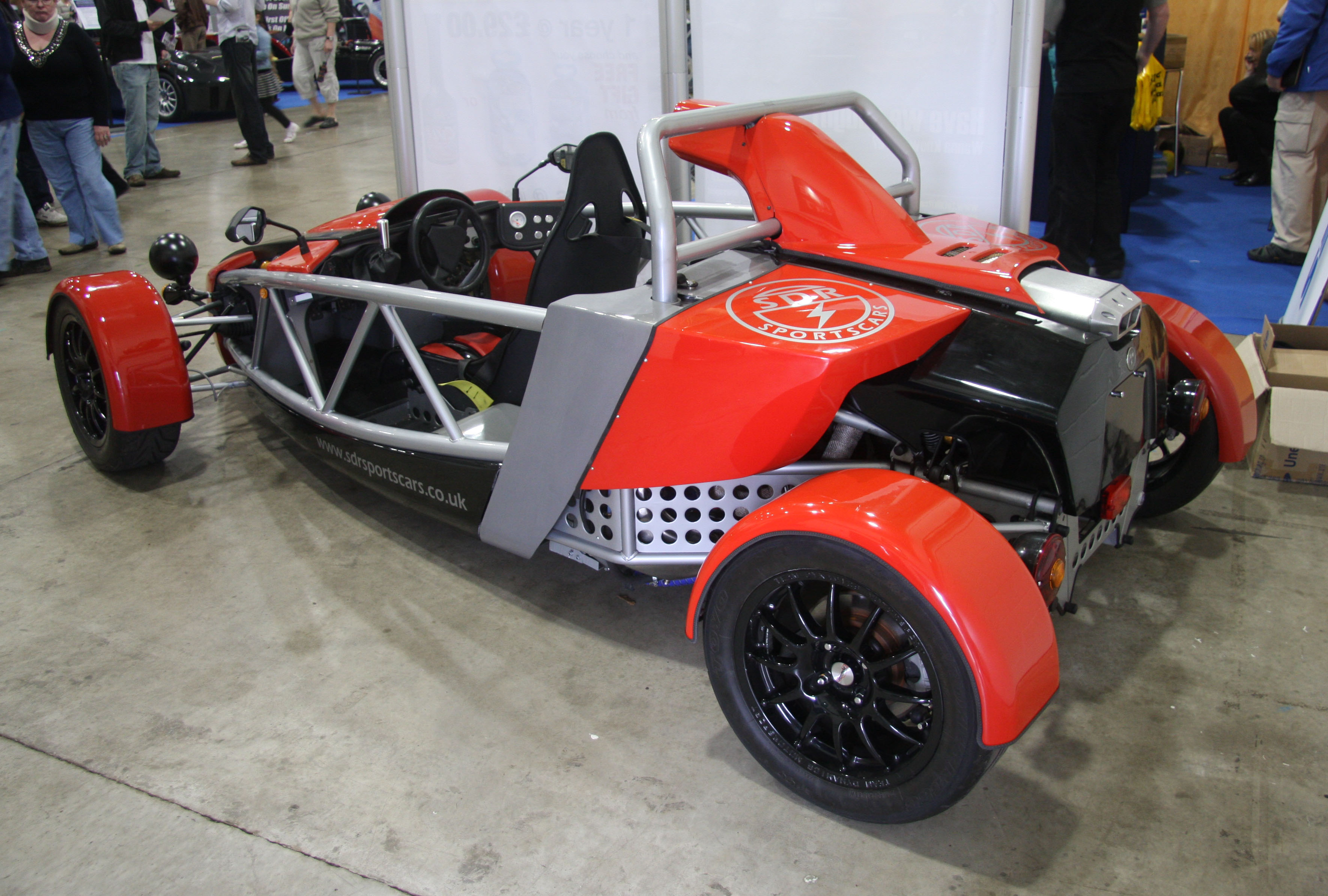
Heckansicht

SDR Sportscars Limited ist ein britisches Unternehmen und ehemaliger Automobilhersteller.

## Unternehmensgeschichte
Das Unternehmen wurde am 10. Mai 2007 in Oldham in der Grafschaft Greater Manchester gegründet. Simon Dickens und Ann Dickens wurden am 21. Mai 2007 Direktoren. Sie begannen 2008 mit der Produktion von Automobilen und Kits. Der Markenname lautete SDR. Am 23. Dezember 2010 gab Ann Dickens ihren Direktorenposten auf. Das Unternehmen befindet sich seit Oktober 2014 in Liquidation. Insgesamt entstanden etwa 45 Exemplare.

## Fahrzeuge
Das einzige Modell war der V-Storm, auch WR 3 V-Storm genannt. Dies war ein offener Zweisitzer. Zu Beginn standen nur Motorradmotoren zur Verfügung, u. a. von der Aprilia V-Storm. Ab 2009 wurde auch der Vierzylinder-Boxermotor vom Subaru Impreza eingebaut.